# آتلیه قرمز
آتلیه قرمز (فرانسوی: L'Atelier Rouge‎) نام یک نقاشی از آنری ماتیس است که سال ۱۹۱۱ خلق شد و در موزه هنر مدرن نیویورک نگهداری می‌شود.
در رأی‌گیری سال ۲۰۰۴ برای تعیین تأثیرگذارترین آثار هنر مدرن بین ۵۰۰ هنرشناس، این اثر در رتبه پنجم و کنار آثاری از پیکاسو، دوشان و وارهول جای گرفت.